# جان ویلیام مک‌کورمک
جان ویلیام مک‌کورمک (انگلیسی: John William McCormack; ۲۱ دسامبر ۱۸۹۱ – ۲۲ نوامبر ۱۹۸۰) یک سیاست‌مدار اهل ایالات متحده آمریکا بود.